# Jane McGonigal
Jane McGonigal (Filadèlfia, 21 d'octubre de 1977) és una dissenyadora de jocs i escriptora nord-americana defensora de l'ús de la tecnologia mòbil i digital per canalitzar actituds positives i la col·laboració en un context del món real.

## Biografia

### Infància
McGonigal es va criar en Nova Jersey, els seus pares són professors que van emfatitzar l'assoliment intel·lectual. McGonigal té una germana bessona idèntica, Kelly McGonigal, que és una psicòloga coneguda.

### Educació
McGonigal va rebre el títol de Bachelor of Arts en anglès per la Universitat de Fordham el 1999, i es va doctorar en estudis d'actuació per part de la Universitat de Califòrnia a Berkeley l'any 2006.

### Vida Personal
Després de llicenciar-se en anglès, va començar a desenvolupar els seus primers videojocs comercials. En 2008, a l'edat de 28 anys, es va doctorar i va continuar desenvolupant videojocs. En 2009 va sofrir una debilitant commoció cerebral que la va ajudar en el desenvolupament d'un joc, “Jane the Concussion Slayer”, per al tractament de la seva commoció i d'altres afeccions similars. El joc va ser després reanomenat “SuperBetter”. L'any 2011 va publicar el seu primer llibre. La seva germana Kelly és psicòloga i també autora.

### Filosofia
McGonigal escriu i parla sobre els videojocs de realitat alterna i els videojocs de multijugador massiu en línia, especialment sobre la forma en què la intel·ligència col·lectiva pot ser generada i utilitzada com un mitjà per millorar la qualitat de vida humana o treballar cap a la solució dels malestars socials. Ella ha declarat que els videojocs haurien d'orientar-se “cap als Premis Nobel”. McGonigal ha estat anomenada “la cara pública actual de la ludificació”. Malgrat això, McGonigal té objeccions amb aquesta paraula, afirmant que "Jo no faig 'ludificació', i no estic preparada per aixecar-me i dir que funciona; no crec que ningú hagi de fer jocs per intentar motivar algú perquè faci alguna cosa que no vol fer. Si el joc no és sobre un objectiu que et motiva intrínsecament, no funcionarà".

## Carrera
Com a dissenyadora, McGonigal és coneguda per videojocs ubics i videojocs de realitat alterna. Ha ensenyat disseny de videojocs i ludologia a l'Institut d'Art de Sant Francisco i la Universitat de Califòrnia a Berkeley, i actualment és la Directora de Recerca i Desenvolupament a l'Institut pel Futur i Directora Creativa en els Laboratoris SuperBetter.

### Videojocs
Jane desenvolupa videojocs comercials des de l'any 2006. Alguns d'ells estan llistats en la següent taula: 
| Any  | Títol                     | Organització                    | Crèdit                                      |
| ---- | ------------------------- | ------------------------------- | ------------------------------------------- |
| 2012 | SupperBetter              | Laboratoris SupperBetter        | Directora creativa                          |
| 2011 | Find the Future: The Game | Biblioteca Pública de Nova York | Directora                                   |
| 2010 | Evoke                     | World Bank Institute            | Creadora                                    |
| 2009 | Cryptozoo                 | American Heart Association      | Directora                                   |
| 2008 | Top secret Dance-Off      |                                 | Creadora (sota el pseudònim Punky McMonsef) |
| 2008 | Superstruct               | Institute for the Future        | Directora                                   |
| 2008 | The Lost Ring             | McDonald's i The Lost Sport     | Directora                                   |
| 2007 | World Without Oil         | ITVS Interactive                | Arquitecta de participació amb Ken Eklund   |
| 2006 | Cruel 2 B Kind            |                                 | Concepte i disseny amb Ian Bogost           |
| 2005 | Last Call Poker           | 42 Entertainment                | Líder d'esdeveniments en directe            |
| 2005 | PlaceStorming             |                                 | [ 12 ]                                      |
| 2004 | I Love Bees               | 42 Entertainment                | PuppetMaster/ Guia de comunitat             |
| 2004 | Demonstrate               |                                 |                                             |
| 2004 | TeleTwister               |                                 |                                             |

#### SuperBetter
En el 2009, Jane va patir una commoció en donar-se un cop de cap a l'oficina. Els símptomes eren greus i van durar unes quantes setmanes, i li van provocar tendències suïcides. Va demanar als seus amics que li donessin tasques a fer cada dia. Per recuperar-se del seu problema, va crear un joc per tractar-lo. El joc es va dir inicialment Jane the Concussion-Slayer (parodiant Buffy the Vampire Slayer), i després li va canviar el nom a SuperBetter. McGonigal va aconseguir recaptar 1 milió de dòlars nord-americans per finançar una versió ampliada del joc.
Addicionalment, va col·laborar en altres projectes de videojocs per al Museu Whitney d'Art Nord-americà i el Museu d'Art Contemporani de Los Angeles.

## Base conductista dels arguments de Jane McGonigal a favor de la ludificació
Linehan, Kirman i Roche al·ludeixen a Jane McGonigal quan parlen del conductisme. Segons aquests autors els arguments de McGonigal a favor de la ludificació tenen una base conductista.
Jane McGonigal (2011) al seu llibre Reality Is Broken: Why Games Make Us Better and How They Can Change the World defensa que, per mitjà de l'ús acurat dels elements de disseny de jocs, es pot motivar les persones a resoldre problemes de la vida real, a treballar més i a gestionar millor la seva salut (per exemple, Superbetter.com). La idea central és que per mitjà de la modificació de l'entorn i proporcionant les recompenses adequadament motivadores, el comportament dels jugadors es pot canviar per al seu propi benefici (o per al dels seus directors corporatius).
En concret, el 1948 el psicòleg conductista B. F. Skinner va publicar una novel·la de ciència-ficció anomenada Walden dos (en anglès, Walden Two), la qual és una novel·la de ciència-ficció que relata la història d'una comunitat utòpica els membres de la qual viuen junts vinculats per un sèrie de regles estrictes que defineixen com es duen a terme les tasques i quines recompenses s'atorguen de manera tal que s'estimulin els canvis positius de comportament i s'augmenti al màxim la motivació. Per exemple, treballar en les feines menys desitjables fa guanyar més “crèdits de treball”, la qual cosa significa que aquells treballadors que les fan aconsegueixen més temps lliure per al seu esbarjo. Walden dos funciona com un al·legat de com els principis de la psicologia conductista es poden fer servir per ayudar la gent a tenir més motivació, a ser més productiva i a viure de manera més saludable. És sorprenent la semblança extraordinària que hi ha entre l'argument que formula Skinner i el que presenta McGonigal.
Pel que sembla per tal de dissenyar el tipus de món imaginat per McGonigal, el que fa falta és una comprensió més profunda no solament dels jocs i de què és jugar sinó també dels processos a través dels quals és possible estimular las persones a comportar-se d'una manera adequada o productiva.

## Llibres
El 20 de gener de 2011, McGonigal va publicar el seu primer llibre: Reality is Broken: Why Games Make us Better and How Change the World. En aquest llibre, MGonigal abasta no solament l'ampli món dels videojocs de multijugador en línia i els videojocs de realitat alternativa, sinó també els videojocs en un àmbit molt més ampli. Usant recerques recents sobre el moviment de la psicologia positiva, McGonigal argumenta que els videojocs contribueixen enormement a la felicitat i motivació dels humans, al sentit de significat, i al desenvolupament de la comunitat.
El llibre va ser rebut favorablement pel periòdic Los Angeles Times, i per la revista Wired, i crítiques ambivalents del diari anglès The Independent. El llibre va rebre crítiques d'alguns sectors, en particular del Wall Street Journal, el qual va proclamar que la tesi de McGonigal, exposava l'ús dels videojocs com un mitjà per “arreglar” la vida diària donant-li un sentit d'assoliment que sembla més satisfactori i optimista, presenta declaracions exagerades prenent exemples menors i no es referia a les metes conflictives i desitjos individuals o la influència del “mal”. El New York Times Book Review també va criticar alguns punts del seu llibre, fent notar la falta d'evidència que demostri que el comportament i els valors en els videojocs puguin traduir-se en solucions als problemes del món real com el són la pobresa, la malaltia i la fam.
El 15 de setembre de 2015, Penguin Press va publicar el segon llibre de McGonigal, SuperBetter: A Revolutionary Approach to Getting Stronger, Happier, Braver, and More Resilient. Va assolir el número 7 a la llista de llibres d'Advice, How-to and Miscellaneous del New York Times en la primera setmana.

## Reconeixements
| Data | Reconeixement | Descripció                                                                                      |
| ---- | --- | ----------------------------------------------------------------------------------------------- |
| 2010 | Anomenada a la “Llista O del poder del 2010” d'O: The Oprah Magazine                                                        | Anomenada una de les vint dones més importants de la Llista O del Poder d'O: The Oprah Magazine |
| 2008 | Nomenada una de les 20 Dones més importants de la indústria dels videojocs                                                  | [ 24 ]                                                                                          |
| 2008 | Premi South by Southwest Interactive a l'activisme                                                                          | Reconeguda pel videojoc World Without Oil                                                       |
| 2006 | En llistada en els Technology Review’s TR100 de l'MIT                                                                       | Nomenada una de les innovadores més importants de menys de 35 anys pel MIT’s Technology Review  |
| 2005 | Premis d'Innovació de l'Associació Internacional de Desenvolupadors de Videojocs en el 2005 i el Premi Webby del mateix any | Per I Love Bees, la promoció del videojoc Halo 2                                                |

## Publicacions
1. Reality is Broken: Why Games Make Us Better and How They Can Change the World (20 de gener de 2011).
2. SuperBetter: A Revolutionary Approach to Getting Stronger, Happier, Braver and More Resilient (15 de setembre de 2015).